# Amazing Island
Amazing Island es un videojuego desarrollado por Ancient y Hitmaker y publicado por Sega para GameCube. El juego salió en Japón en enero de 2004 y en Norteamérica en agosto del mismo año.  

## Jugabilidad
Amazing Island es una colección de minijuegos con un creador de avatar. El jugador elige un avatar de niño o niña, junto con un compañero monstruo los cuales el jugador puede elegir y modificar. Al completar los cursos, el jugador obtiene "Vision Orbs", que expulsa a "Black Evil", restaura partes de la isla y otorga nuevas habilidades y partes para personalizar a su compañero monstruo. Al purgar toda la isla de "Black Evil", los aldeanos y el jugador celebran.
Cada vez que el jugador visita el Salón de la Vida, este puede personalizar un monstruo existente o crear uno nuevo. Crear un nuevo monstruo no cuesta nada y le otorga al jugador un "Chance Star", el cual le permite al jugador intentar el minijuego una vez más. Si la criatura del jugador pierde todos sus "Chance Stars", su criatura volverá al principio y devolverá a los jugadores a la aldea. Para crear un nuevo monstruo, el jugador debe elegir un esqueleto para varios tipos de cuerpo, como un dragón o un gigante. Luego, el jugador puede dibujar extremidades y partes del cuerpo de su criatura y elegir qué tan gruesas o delgadas deben ser. El jugador puede obtener nuevos esqueletos al vencer cursos, los cuales se componen de varios minijuegos. También se pueden ganar herramientas de dibujo más avanzadas, como un sello o cambiar el tamaño mediante Vision Orbs.
Los monstruos se pueden personalizar aún más, una vez construidos. Se le puede aplicar patrones al monstruo el cual sirve de textura que se dibuja en el cuerpo. Este puede variar desde materiales, p. Ej. Vidrio, Roca, Lava; pieles de animales, por ejemplo Perro, Vaca, Loro; o trajes, por ejemplo Ninja, Santa, Robot. Se pueden agregar ojos, voces y accesorios como ropa o armas. También se pueden obtener variaciones de componentes que ya se han desbloqueado y herramientas con "Vision Orbs". Se pueden comprar nuevos componentes de monstruos en las tiendas o encontrarlos en cofres plateados de los cursos e importarlos de "Monster Cards" o cartas de monstruos.
Finalmente, el jugador nombra a su monstruo y toma su foto, lo que crea una tarjeta que vincula al monstruo con el mundo humano de Amazing Island. "Monster Cards" o cartas de monstruos que se pueden encontrar en cofres de oro. Estos son monstruos los cuales son totalmente prediseñados. El jugador no puede modificar estos monstruos, pero no ocupan espacio en la tarjeta de memoria de Nintendo GameCube. El jugador puede tomar un cuestionario de personalidad de cinco preguntas para generar un monstruo al azar, el cual puede modificar después de crearse.
Cada aspecto de un monstruo (estructura, accesorios, forma y grosor del cuerpo) afecta las áreas en la que es más fuerte o débil: Velocidad, Capacidad Mental, Poder, Resistencia, Peso, Elemento y Clase. Cada minijuego es afectada por las áreas de fortaleza o debilidad del monstruo. Por ejemplo, las carreras usarán la velocidad mientras que las peleas dependerán del poder. Los monstruos en su elemento, como un monstruo de fuego en una etapa de giro (lava), obtendrán una ventaja. La clase denota el nivel general del monstruo.

### Multijugador
Amazing Island ofrece opciones multijugador, donde de dos a cuatro jugadores pueden competir en los cursos o unirse en el minijuego "Monster Cards". En el juego, los jugadores pueden completar un curso completo o un evento específico. También tienen la opción de usar múltiples tarjetas de memoria para importar sus propios monstruos y comparar los puntajes entre archivos guardados. En "Monster Cards", se pueden conectar hasta cuatro Game Boy Advances para luchar entre sí. Si se colocan juntas, las cuatro pantallas forman una vista de batalla completa. El último superviviente de una batalla de Monster Cards recibirá un cofre.

## Recepción
El juego recibió críticas en su mayoría mixtas. IGN le dio una calificación de 6.7 "aceptable". Nintendo World Report reprochó la historia del juego, llamándola "inane". Además, comparó los minijuegos con una "tarea". Sin embargo, sus comentarios fueron más positivos en cuanto al creador de monstruos, llamándolo "fantástico". 